# Pression-état-réponse
Le modèle pressions-état-réponses est un modèle économique développé par l'Organisation de coopération et de développement économiques (OCDE) et adopté par de nombreuses agences dans le monde pour représenter les pressions exercées par l'activité humaine sur l'environnement, l'état de l'environnement qui en résulte, et les réponses des entreprises.
Il existe une grande diversité d'approches et de de méthodes d'évaluation de l'impact des activités humaines sur la biodiversité, mais le cadre conceptuel PER est un des plus mobilisés à l'heure actuelle aux côtés de l'ACV (Analyse du Cycle de Vie).

## Le cadre conceptuel
Le modèle pressions-état-réponses comporte une série d'indicateurs environnementaux, qui peuvent être de l'un des trois types : 
- Les indicateurs de pression (P) : ils décrivent « les pressions exercées sur l'environnement pas les activités humaines ». Ces activités relèvent de différents domaines économiques: énergie, transport, industrie, agriculture etc.
- Les indicateurs d'état (E) : ils décrivent « la qualité de l’environnement (ce sont les indicateurs liés à la biodiversité elle-même) et les aspects qualitatifs et quantitatifs des ressources naturelles ». Les indicateurs d'état vont s'intéresser à l'air, l'eau, les sols, la biodiversité ou encore la santé humaine.
- Les indicateurs de réponse (R) : ils décrivent les « réponses de la société », c'est-à-dire les actions et les décisions mises en œuvre par les agents économiques (administrations, ménages, entreprises) à toutes les échelles (locale, nationale, internationale).

Selon la Fondation pour la recherche sur la biodiversité (FRB), le cadre PER, en structurant ces différents indicateurs entre eux, permet de faciliter l'interprétation et la prise de décision. Cependant, la relation entre les indicateurs P, E et R n'est pas linéaire : par exemple une réponse "R" appliquée dans deux contextes différents n'aura pas les mêmes effets sur l' état "E". 

## Différents modèles existants
Dans le monde anglo-saxon, le concept qui correspond à celui de pression est la driving force (ou force motrice), qui est censée s'adapter également aux aspects économiques, sociaux, et institutionnels.
Il existe plusieurs modèles dont plusieurs découlent directement du modèle PER :
- Pression État Réponse de l'OCDE
- UNSD (Nations unies)
- Driving force-state-response de la Commission on Sustainable Development des Nations unies (CSD),
- Thème-indicateur de la Commission on Sustainable Development,
- Driving force-pressure-state-impact-response (Eurostat et EEA)
- Modèle Force motrice-Pression-État-Impact-Réponse (DPSIR) [3]
- Modèle Force motrice-État-Réponse (DSR)[4]